# Dr. Black and Mr. White
Dr. Black and Mr. White este un film de groază american din 1976 regizat de William Crain. Rolurile principale sunt interpretate de actorii Bernie Casey, Rosalind Cash și Marie O'Henry.

## Distribuție
- Bernie Casey - Dr. Henry Pride
- Rosalind Cash - Dr. Billie Worth
- Marie O'Henry - Linda Monte
- Ji-Tu Cumbuka - Lt. Jackson
- Milt Kogan - Lt. Harry O'Connor
- Stu Gilliam - Silky the pimp
- Elizabeth Robinson - Cissy Hubbard
- Della Thomas - Bernice Watts

## Vezi și
- Straniul caz al doctorului Jekyll și al domnului Hyde
- Listă de filme americane din 1976
- Listă de filme de groază din 1976